# Sam Dejonghe
Sam Dejonghe, né le 2 septembre 1991 à Essen en Belgique, est un pilote automobile belge.

## Carrière
En 2019, après avoir roulé en TCR et en monoplace et avoir été le pilote de développement pour Mahindra Racing en Formula E, Sam Dejonghe rejoint l'écurie polonaise Inter Europol Competition afin de participer au championnat European Le Mans Series dans la catégorie LMP3 aux mains d'une Ligier JS P3. À partir des 4 Heures de Spa-Francorchamps, il progressa d'une catégorie, toujours avec l'écurie Inter Europol Competition, et boucla la saison dans la catégorie LMP2 aux mains d'une Ligier JS P217,.

## Palmarès

### Formula Renault 2.0 Northern European Cup
| Année | Écurie         | 1   | 1   | 2   | 2   | 3   | 3   | 4   | 4   | 4   | 5   | 5   | 6   | 6   | 6   | 7   | 7   | 7   | 8   | 8   | Position | Points |
| ----- | -------------- | --- | --- | --- | --- | --- | --- | --- | --- | --- | --- | --- | --- | --- | --- | --- | --- | --- | --- | --- | -------- | ------ |
| 2010  | Team Astromega | HOC | HOC | BRN | BRN | ZAN | ZAN | OSC | OSC | OSC | ASS | ASS | MST | MST | MST | SPA | SPA | SPA | NÜR | NÜR | 5e       | 223    |
| 2010  | Team Astromega | 16  | Ret | 10  | 13  | 5   | 12  | 7   | 5   | 7   | 9   | 11  | 6   | 7   | 10  | 6   | 10  | Ret | 13  | 10  | 5e       | 223    |

### Euroformula Open
| Année | Écurie        | 1   | 1    | 2   | 2   | 3   | 3   | 4   | 4   | 5   | 5   | 6   | 6   | 7   | 7   | 8   | 8   | Position | Points |
| ----- | ------------- | --- | ---- | --- | --- | --- | --- | --- | --- | --- | --- | --- | --- | --- | --- | --- | --- | -------- | ------ |
| 2011  | Team West-Tec | VAL | VAL  | MAG | MAG | SPA | SPA | BRH | BRH | ALG | ALG | MNZ | MNZ | JER | JER | CAT | CAT | 14e      | 28     |
| 2011  | Team West-Tec | 11  | 13   | 11  | 9   | 7   | 13  | 9   | 12  | 7   | 3   | 9   | 2   | 12  | 10  | 9   | Ret | 14e      | 28     |
| 2012  | Team West-Tec | ALG | ALG  | NÜR | NÜR | SPA | SPA | BRH | BRH | LEC | LEC | HUN | HUN | MNZ | MNZ | CAT | CAT | 5e       | 159    |
| 2012  | Team West-Tec | 3   | Abd. | 1   | 4   | 4   | 4   | 4   | 7   | 6   | 4   | 18  | 2   | 6   | 2   |     |     | 5e       | 159    |

### European Le Mans Series
| Année | Écurie                    | Châssis        | Moteur                      | Classe | 1   | 2     | 3        | 4        | 5      | 6        | Position | Points |
| ----- | ------------------------- | -------------- | --------------------------- | ------ | --- | ----- | -------- | -------- | ------ | -------- | -------- | ------ |
| 2019  | Inter Europol Competition | Ligier JS P3   | Nissan VK50VE 5,0 l V8 Atmo | LMP3   | LEC | MON 9 | BAR Abd. | SIL Abd. |        |          | 21e      | 2      |
| 2019  | Inter Europol Competition | Ligier JS P217 | Gibson GK428 4,2 l V8 Atmo  | LMP2   |     |       |          |          | SPA 12 | POR Abd. | 35e      | 0.5    |

N.B. * Saison en cours. Les courses en " gras  'indiquent une pole position, les courses en "italique" indiquent le meilleur tour de course.